# Suramericano de Natación de 2004 - 100 m. Pecho Femenino
La prueba de 100 m pecho femenino del campeonato sudamericano de natación de 2004 se realizó el 28 de marzo de 2004, el cuarto y último día de competencias del campeonato. Dos nadadoras lograron la marca clasificatoria a los Juegos Olímpicos de Atenas 2004.

## Resultados
| Posición | Carril | Nadador              | Tiempo          |
| -------- | ------ | -------------------- | --------------- |
| 1        | 5      | Javiera Salcedo      | 1:12.18. RC MCO |
| 2        | 6      | Agustina De Giovanni | 1:12.50. MCO    |
| 3        | 4      | Valeria Silva        | 1:13.58.        |
| 4        | 1      | Rebeca Gusmao        | 1:13.75.        |
| 5        | 3      | Mariana Katsuno      | 1:14.41.        |
| 6        | 2      | Ana Miro             | 1:16.60.        |
| 7        | 7      | Katerine Moreno      | 1:17.44.        |
| 8        | 8      | María Camacho        | 1:17.84.        |

- RC:Récord de Campeonato.
- MCO:Marca Clasificatoria a Olímpicos.